# Route nationale d'intérêt local
La route nationale d'intérêt local ou RNIL est une route nationale française numérotée comme telle, à la charge des conseils généraux, tout comme les routes départementales.
Cette notion de RNIL fut créée lors de la loi de décentralisation du 13 août 2004 sur le transfert au département de la majeure partie des routes nationales françaises, applicable depuis janvier 2006 et devait s'achever en principe en 2008.
Jusqu'en 2006, la France comptait 30 500 km de routes nationales et d'autoroutes non concédées. À titre de comparaison, les routes départementales couvrent une distance totale de 365 000 km. En 2008, le réseau routier national résiduel est diminué d'environ 10 500 km, auxquels s'ajoute l'ensemble du réseau autoroutier concédé. 
L'entretien des routes nationales restantes reste à la charge de l'État. Jusqu'en 2005, cela se faisait par l'intermédiaire des directions départementales de l'équipement. Désormais, les RNIL relèvent uniquement des conseils généraux. Depuis 2006, la plupart des départements ont renuméroté ces routes en routes départementales.